# エア・コスタ
エア・コスタ (Air Costa) はかつてインドで運航していた地域航空会社である。インドのLEPLグループが設立・所有し、ヴィジャヤワーダに本社を置いた。2機のエンブラエルE170を導入し、2013年10月に南インド初の地域航空会社として運航を開始した。2015年に約1億ドルを調達して機材を増備しつつインド諸都市間を結ぶことを目指した。チェンナイとヴィジャヤワーダを焦点都市として、合計9都市に向けて1日32便を運航するまでになったが、財務上の問題により航空機リース料の支払いが困難になり2017年2月末に運航を停止した。

## 歴史
エア・コスタは、インドの企業LEPLグループによって設立された。2012年2月にインド民間航空省から異議なし証明書 (NOC) を取得した。
エア・コスタは、使用機材として当初はボンバルディアQ400を予定していたが、2013年6月のパリ航空ショーにてエンブラエル社のEジェットシリーズの採用を発表した。同年9月にインド民間航空局 (Directorate General of Civil Aviation; DGCA) から航空機の運航者としての認可を受けた。

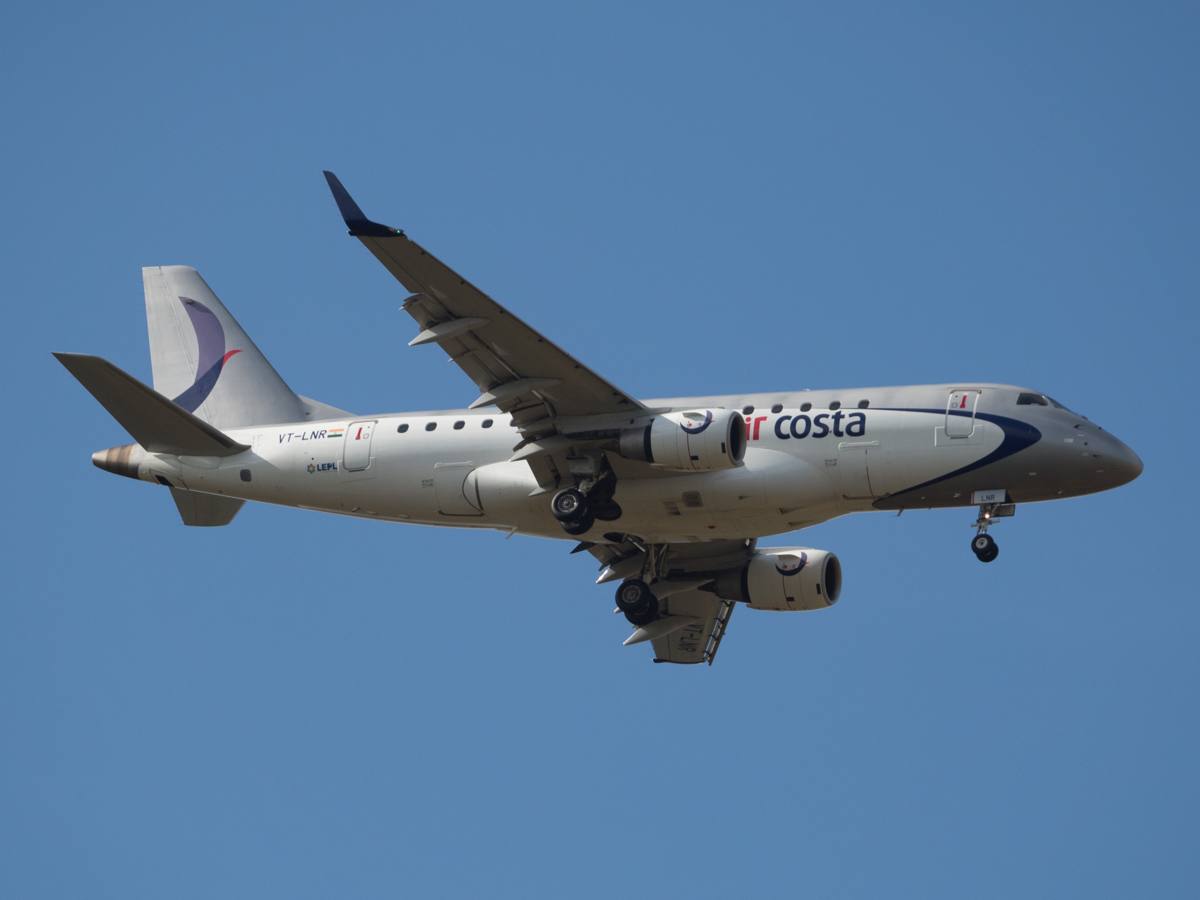
エア・コスタ運航当時のエンブラエルE170。

2013年10月15日、2機のエンブラエルE170により南インド初の地域航空会社として商業運航を開始した。同月中にヴィジャヤワーダ、チェンナイ、ハイデラバード、バンガロール、アフマダーバード、ジャイプルに就航した。
2014年には、より大型のエンブラエルE190を運航機材に加えた。2014年2月13日のシンガポール・エアショーにおいて、エア・コスタはエンブラエル社にEジェットE2シリーズを50機発注した。E2シリーズの納入は2018年から始まる予定で、エア・コスタはアジアで最初に同シリーズを運航する航空会社になる見込みとなった。
2015年には、LEPLグループからおよそ1億ドルの投資を受けて、プネー、ヴィシャーカパトナム、マドゥライ、マイソールなどの諸都市への就航を目指した。これまで地域航空会社の認可を得て運航していたエア・コスタは、2015年9月に民間航空局からインド国内全域への就航が認められ、同年12月19日は民間航空省から異議なし証明書を取得し、2016年夏からインド全域への就航を目指した。同月中にE190を1機増備し、さらに3機を追加導入を計画した。
エア・コスタの搭乗率は概ね70%後半から80%台を維持していた。しかし同社の欠航率は14%前後と、インドの航空会社の中で特に高い値を示していた。2015年の前半に1%ほどであったインド国内線における市場シェアは、徐々に低下して2016年末から2017年初頭には0.5％に落ち込んだ。
2016年7月の時点では、2機のE170を手放し、運航機材はリースによる3機のE190となっていた。同年8月には、リース元のGEキャピタル・アビエーション・サービス (GECAS) 社へのリース料の支払いが困難になったことで、E190を1機返却することになり数日間の運航停止が発生した。そして、2017年2月28日、再び財務上の問題からリース料の支払えず、運航を停止した。当初は数日間の運航停止という発表だったが、再開は延期された。残っていた2機のE190もGECAS社に差し押さえられ、2017年7月には、インド民間航空局はエア・コスタの運航認可を取り消した。
エア・コスタが事業停止したことでエンブラエルは50機の受注を失った。

## 就航地
エア・コスタは運航停止時点において、以下の空港に就航していた。
| 州                         | 都市                 | 空港                         | IATAコード |
| -------------------------- | -------------------- | ---------------------------- | ---------- |
| アーンドラ・プラデーシュ州 | ティルパティ         | ティルパティ空港             | TIR        |
| アーンドラ・プラデーシュ州 | ヴィジャヤワーダ     | ヴィジャヤワーダ空港         | VGA        |
| アーンドラ・プラデーシュ州 | ヴィシャーカパトナム | ヴィシャーカパトナム空港     | VTZ        |
| グジャラート州             | アフマダーバード     | アフマダーバード空港         | AMD        |
| カルナータカ州             | ベンガルール         | ケンペゴウダ国際空港         | BLR        |
| ラージャスターン州         | ジャイプル           | ジャイプル国際空港           | JAI        |
| タミル・ナードゥ州         | チェンナイ           | チェンナイ国際空港           | MAA        |
| タミル・ナードゥ州         | コーヤンブットゥール | コーヤンブットゥール国際空港 | CJB        |
| テランガーナ州             | ハイデラバード       | ラジーヴ・ガンディー国際空港 | HYD        |

## 機材

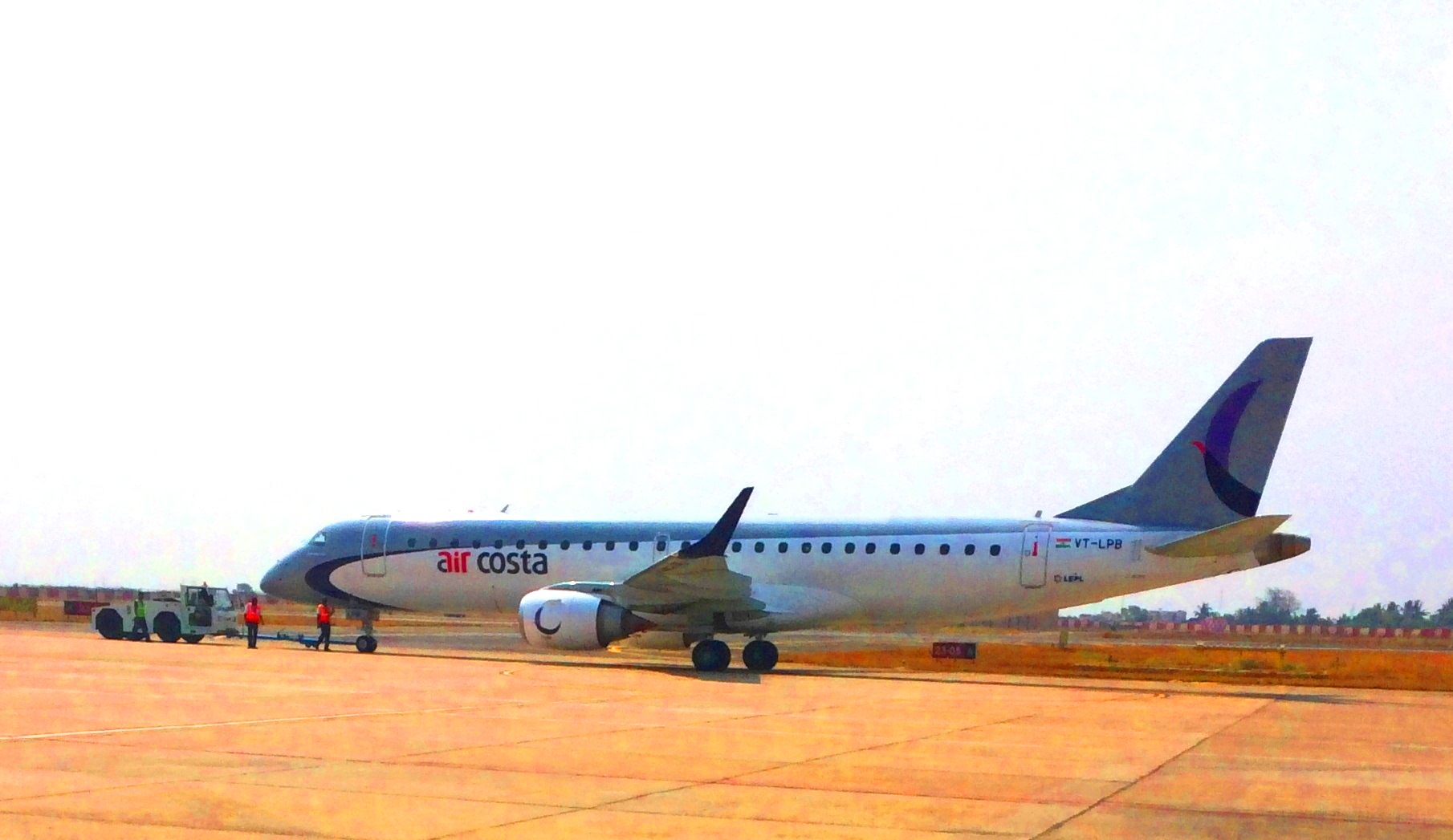
エア・コスタ運航時代のエンブラエル190

エア・コスタが運航した機材は、各年の7月時点の統計によると次表のとおりである。
| 年                                                  | E170 | E190 |
| --------------------------------------------------- | ---- | ---- |
| 2013                                                | 2    | 0    |
| 2014                                                | 2    | 2    |
| 2015                                                | 2    | 2    |
| 2016                                                | 0    | 3    |
| 2017                                                | 0    | 0    |
| 出典：Flight International誌のWorld Airliner Census |      |      |